# Dasyuromyia sarcophagidea
Dasyuromyia sarcophagidea är en tvåvingeart som först beskrevs av Jacques-Marie-Frangile Bigot 1888.  Dasyuromyia sarcophagidea ingår i släktet Dasyuromyia och familjen parasitflugor. Inga underarter finns listade i Catalogue of Life.